# Richard Tucker
Richard Tucker (New York, 1913. augusztus 28. – Kalamazoo, Michigan, 1975. január 8. –) amerikai operaénekes (tenor).

## Életpályája
Ruvn (Rubin) Ticker néven született Brooklynban. Fiatalon kezdett el énekelni mint kántor az Emanuel zsinagógában, Passaic városban New Jerseyben, később a brooklyni Bronxban kapott alkalmazást a nagy zsidó központban.
1936-ban feleségül vette Sara Perelmutht. Feleségének Jákob nevű testvére, aki már a rádióban énekelt, megváltoztatta nevét Jan Peerce-re. Az ő tanítója, Sol Hurok, nagy sikerrel mutatta be őt a Metropolitan Operában.
Peerce nem hitt Tucker képességeiben és nem bátorította művészi ambícióit (amiért a családi kapcsolat később megromlott), de azért bemutatta Tuckert Althouse mesternek, aki őt tanította. Nem sikerült meghallgatást nyerni az operaházban, de egyszer az Metropolitan Opera igazgatója felismerte a Brooklyni központban és meghívta 1945. december 15-én Amilcare Ponchielli La Giocondájának Enzo szerepére. Tucker első fellépésének rendkívüli sikere volt. Ezután 738-szor szerepelt ott 1974. március 12.-ig.
Két év múlva meghívták Enzo szerepére Veronába. Ugyanakkor egy akkor még ismeretlen, fiatal szopránt is szerződtettek: Maria Callast. Tuckernak kezdetben több sikere volt, mint Callasnak. 1949-ben Arturo Toscanini neki adta Radames szerepét az Aida NBC televízióbeli koncertszerű eladásában. Az ebből készített film ma is nagyon népszerű
Nemcsak a hangja, de a kiejtése is pontos, szinte anyanyelvi szintű volt. Tucker akkor is megőrizte vezető szerepét, amikor a Metropolitan Operaházban legendás tenoristák, Jussi Björling, Giuseppe Di Stefano és Mario Del Monaco léptek fel. Még hatvanéves korában is sikeresen szerepelt Canio szerepében a Bajazzókban. Amennyire nagy volt az énekben, annyira rossz volt színészként.
Az operaházon kívül koncerteken is szerepelt. Az ötvenes évek vége felé a szabadtéri Lewisohn színházban aGiacomo Puccini fesztiválon lépett fel, ahol több mint 13 000 fős közönség hallgatta. Operai karrierje alatt továbbra is kántorkodott, különösen a nagy ünnepek alatt. Három fiát is vallásos életre irányította.
Tucker a Columbia Recordsszal hosszú távú szerződést írt alá. Ennek ellenére viszonylag kevés jó színvonalú lemezfelvétel készült vele. Ezekből sokat kimásoltak és megtalálható CD formában vagy online.
Tucker koncertkörútra ment Merrill baritonistával 1975. januárban. Richard Tucker ott halt meg infarktusban, amikor lepihent az esti koncert előtt, Kalamazoo-ban (Michigan). A temetési megemlékezést a Metropolitan Operában tartották. Az operaház előtti teret róla nevezték át.

## Emlékezete
A családja és barátai egy alapítványt tettek, hogy „Amerika legnagyobb tenoristájának emlékét megőrizzék a fiatal énekesek segítségével”. Évenkénti koncertet adtak, amiben Luciano Pavarotti meg más operacsillagok szerepeltek, és ösztöndíjat adtak ki. Ebből részesült Renée Fleming és Deborah Voigt.

## Külső mp3 hivatkozások
- Richard Tucker  „A Nyugat lányában”[halott link]
- Renata Tebaldi és Richard Tucker a Puccini Manon Lescaut-ban[halott link]
- Richard Tucker operettát énekel[halott link]
- Az olasz lélek[13]